# Achat de l'Alaska
 Voir le traité sur Wikisource
L'achat de l'Alaska, en anglais Alaska Purchase, en russe : продажа Аляски, prodaja Aliaski, « vente de l'Alaska », est le traité international par lequel l'Empire russe céda ses territoires nord-américains aux États-Unis en 1867 contre le paiement de sept millions de dollars. Cet achat fut mené par le secrétaire d'État américain William Seward. Le territoire acheté avait une superficie d'environ 1 600 000 km2 (600 000 miles2) et constitue pour l'essentiel l'actuel État américain de l'Alaska.
D'un point de vue de stratégie entre grandes puissance, les motivations des acteurs peuvent être identifiées ainsi : 
- pour la Russie, le territoire est d'un faible intérêt économique et sans continuité avec ses possessions sibériennes; une puissance maritime, anglaise ou américaine ou autre le couperait aisément du reste de la Russie ;
- la vente aux États-Unis permet aux deux États de pallier le risque d'annexion du territoire par les Britanniques, frontaliers de l'Alaska, via le Canada, et qui en sont le plus proche par le port de Vancouver. La Colombie-Britannique ralliera le Canada en 1871. Tandis qu'Américains et Canadiens se disputent l'exploration du Yukon, qui sera racheté par le Canada en 1870 à la Compagnie de la Baie d'Hudson ;
- elle renforce les bonnes relations entre Russie et États-Unis dans le Pacifique, avec une délimitation claire dans le détroit de Béring ;
- pour les États-Unis, c'est une nouvelle étape du recul des puissances européennes en Amérique (doctrine de Monroe) après les déchirements de la Guerre de Sécession et le départ en 1867 des troupes françaises et européennes du Mexique.
L'achat de l'Alaska est le début de l'expansion américaines dans le Pacifique.
La Russie peut ainsi se focaliser sur l'expansion sibérienne et le recul de la frontière avec la Chine en Extrême-Orient russe, ouverte par la convention de Pékin de 1860 et la fondation du port de Vladivostok en 1859 

## Situation avant l'achat

L'Alaska et le reste des États-Unis.

L'Empire russe était en difficulté financière et craignait de perdre le territoire alaskan sans compensation dans un conflit futur, surtout avec le rival du moment, l'Empire britannique, qui possédait déjà le Canada voisin et dont la puissante Royal Navy pouvait facilement prendre le contrôle de côtes difficiles à défendre pour la Russie.
Voici le point de vue du baron Edouard de Stoeckl, ambassadeur russe à Washington, exprimé par une dépêche au tsar le 4 janvier 1860 :
« Elles sont situées trop au nord pour y envoyer des émigrants et y former une colonie commerciale et industrielle. Cette colonisation étant impossible, le Gouvernement Impérial devra, à l’expiration de l’année 1861, soit exploiter lui-même les produits de ce territoire par l’intermédiaire de ses employés, soit les abandonner de nouveau à une Compagnie, celle qui existe en ce moment ou toute autre. (...) Sous le point de vue politique, nos possessions ont une importance tout à fait secondaire. Toute puissance maritime, avec laquelle nous serons en guerre, pourra nous les enlever. Un incident imprévu a empêché les Anglais de les attaquer pendant la guerre d’Orient, et sans leur peu de valeur elles ne seraient pas à l’abri des flibustiers américains. C’est sur nos côtes asiatiques que reposent nos intérêts et c’est sur ce point que nous devrons concentrer notre énergie. Là, nous sommes sur notre propre terrain et nous avons les produits d’une province vaste et riche à exploiter. Nous prendrons notre part à l’activité extraordinaire qui se développe dans le Pacifique… »
Le tsar Alexandre II décida donc de vendre le territoire aux États-Unis et chargea Edouard de Stoeckl d'ouvrir des négociations. Elles commencèrent secrètement avec le sénateur de Californie William M. Gwin en 1858. La guerre de Sécession (1861-1865) freina le projet mais renforça les liens entre les États-Unis et la Russie quand les ports américains accueillirent la flotte de guerre russe. Les négociations reprirent avec le secrétaire d'État William Seward, dont Edouard de Stoeckl était un proche, au début de mars 1867.
Les négociations se conclurent après des discussions qui durèrent une nuit entière et la signature du traité à 4 heures du matin le 30 mars avec un prix d'achat de 7 200 000 dollars au lieu des 5 000 000 proposés en premier lieu. L'opinion publique américaine était plutôt défavorable à cet achat, comme résumé par l'historien américain Ellis Paxson Oberholtzer (en) (1868-1936), les critiques étaient nombreuses :

« Déjà, comme il a été dit, nous étions surchargés par des territoires pour lesquels nous n'avions pas de population pour les remplir. Les Indiens dans nos frontières actuelles de la république usent notre capacité à gouverner des peuples aborigènes. Serait-ce possible que maintenant, de façon lucide, nous cherchions à accroître nos difficultés en augmentant le nombre de ces peuples sous notre protection nationale ? Le prix d'acquisition était élevé ; les coûts annuels pour l'administration, civile et militaire, seront encore plus grands, et iront en grandissant. Le territoire inclus dans la cession proposée n'était pas contigu au domaine national. Il se situe à une distance inconfortable et dangereuse. Le traité a été préparé dans le secret, puis signé et imposé au pays à quatre heures du matin. C'était un acte obscur perpétré dans la nuit…
Le New York World dit qu'il s'agissait d'un « citron déjà pressé. » Il ne contient rien d'autre de valeur que des animaux à fourrures, et ils ont déjà été chassés à la limite de l'extinction. À l'exception des Îles Aléoutiennes et une bande de terre étroite qui s'étend le long de la côte sud, la contrée ne vaut même pas la peine d'être reçue comme cadeau… À moins que de l'or ne soit trouvé dans cette contrée, beaucoup de temps va s'écouler avant qu'elle ne soit bénie par une presse d'imprimerie rotative Hoe (en), des chapelles méthodistes et une police métropolitaine. C'est un “désert de glace”. »

## Point de vue de Washington
L'achat était à l'époque tourné en ridicule, considéré comme « la folie de William Henry Seward » (« William H. Seward's folly »), la « glacière de William Henry Seward » (« William H. Seward's icebox ») ou « Le jardin aux ours polaires d'Andrew Johnson » (« Andrew Johnson's polar bear garden »), puisqu'on considérait déraisonnable de dépenser une telle somme pour cette région reculée.
Le traité était soutenu par le secrétaire d'État William Henry Seward, partisan de longue date de l'expansion, et par le président du comité du Sénat Charles Sumner. Leurs arguments étaient que les intérêts stratégiques de la nation poussaient à la signature de ce traité. La Russie avait été un allié de valeur pendant la guerre de Sécession, alors que le Royaume-Uni avait presque ouvertement été un ennemi. Il paraissait donc judicieux d'aider la Russie et de « déconcerter » les Anglais. De plus, il y avait la question que le territoire adjacent était alors une colonie britannique (actuel Canada). Il pouvait donc y avoir une valeur stratégique pour les Anglais d'acquérir un jour l'Alaska. L'achat, indiqua l'éditorialiste du New York Herald, était une manière pour le tsar de laisser entendre à l'Angleterre et à la France qu'ils n'avaient « pas d'activités sur ce continent ». « En résumé, c'est une manœuvre de flanc » sur le Canada dit l'influent New York Tribune. Bientôt le monde verrait dans le Nord-Ouest « un cockney hostile encadré par deux Yankees attentifs, sur chaque côté » et « John Bull serait amené à comprendre que la seule chose qu'il lui reste à faire est la vente de ses intérêts au Brother Jonathan ».
Le 9 avril, Sumner fit un discours important pour soutenir le traité, couvrant de manière exhaustive l'histoire, le climat, la configuration naturelle, la population, les ressources — les forêts, les mines, les fourrures, les pêcheries — d'Alaska. En bon érudit, il cita les témoignages de géographes et de navigateurs : Alexander von Humboldt, Joseph Billings, Iouri Lissianski, Fiodor Petrovitch Litke, Otto von Kotzebue, Portlock, James Cook, Meares, Ferdinand von Wrangel. Quand il en eut terminé, il observa qu'il avait « fait un peu plus que maintenir l'équilibre de la balance ». Cela la fit plutôt pencher de son côté, alors il continua : c'est « parce que la raison et les témoignages poussant de ce côté étaient les plus lourds ». « Bientôt », dit Sumner, « une race pragmatique d'intrépides navigateurs vont essaimer sur la côte, prête à toutes sortes d'entreprises, pour affaires ou par patriotisme. Le commerce trouvera de nouveaux bras, le pays de nouveaux défenseurs, le drapeau national de nouvelles mains pour le porter bien haut ». Accordant le républicanisme américain à tout le territoire, il indiqua « et vous reconnaîtrez que c'est mieux que tout ce que vous pouvez recevoir, mieux que des quintaux de poissons, des sables d'or, les meilleurs choix de fourrures ou de splendides ivoires ». « Notre cité », s'exclama Sumner, « ne peut rien être moins que le continent nord-américain avec des portes sur toutes les mers qui l'entourent ». Il argumenta par ces mots que le traité était « une étape visible » dans cette direction : nous devrons « renvoyer une monarchie de plus du continent. Une par une, elles se sont retirées — d'abord la France ; puis l'Espagne ; et la France de nouveau, et maintenant la Russie, tout cela traçant la voie à cette unité par absorption déclarée par la devise nationale — E pluribus unum ». [Oberholtzer 1: 544-5].
Le Seward's Day, jour de célébration de l'achat de l'Alaska par les États-Unis, nommé en l'honneur de William Henry Seward, est un jour de congé en Alaska (dernier lundi de mars).

## Ratification

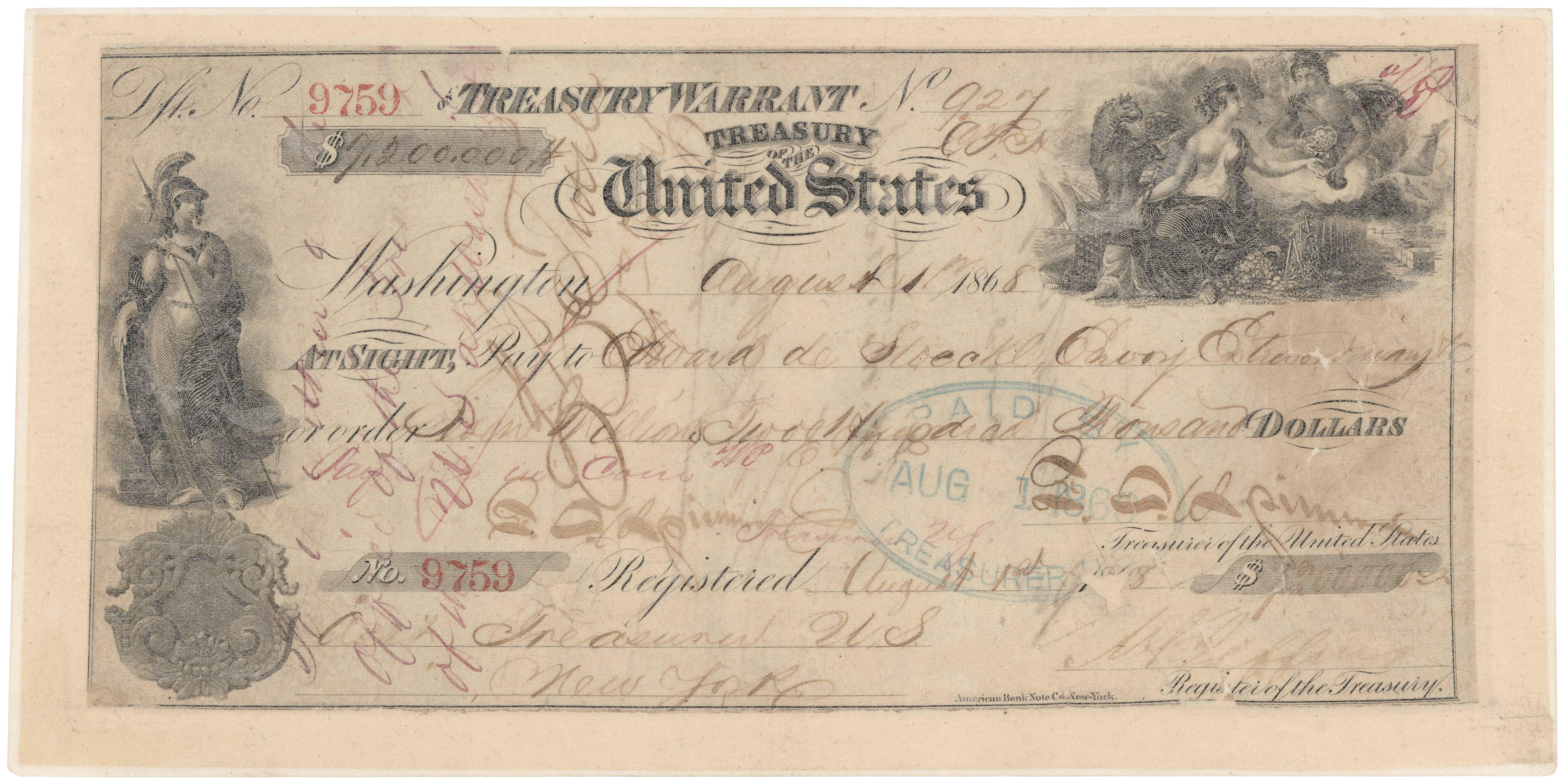
Chèque utilisé par le gouvernement des États-Unis pour l'achat de l'Alaska.

Le Sénat des États-Unis ratifia le traité le 9 avril 1867, par un vote de 37 voix pour et 2 contre. Cependant, le budget pour l'achat ne fut débloqué qu'un an après à cause de l'opposition de la Chambre des représentants, qui approuva finalement le traité en juillet 1868, par un vote de 113 voix pour et 48 contre.
On estime que l'Alaska comptait alors 2 500 Russes ou métis et 8 000 aborigènes, pour un total de 10 000 habitants, sous le commandement direct de la compagnie russe des fourrures, et peut-être 50 000 Inuits vivant sous cette juridiction. Les Européens vivaient dans 23 lieux de peuplement, situés sur les îles ou en bordure des côtes. Les petites stations regroupaient seulement 4 ou 5 Russes chargés de la collecte et du stockage des fourrures apportées par les Indiens et du ravitaillement des navires qui venaient les chercher. La plus grande ville de l'époque, la Nouvelle-Arkhangelsk, maintenant nommée Sitka, sur l'île Baranof de l'archipel Alexandre dans le Sud-Est de l'Alaska, a été fondée en 1804 pour le négoce des très rentables fourrures d'otaries des mers. Elle comptait environ 116 baraques abritant 968 habitants. La seconde ville était Saint-Paul sur l'île Kodiak avec 100 baraques et 283 personnes. Elle était le centre de l'industrie de la fourrure de phoque.
Le toponyme aléoute Alaska fut choisi par les Américains. La cérémonie de transfert eut lieu à Sitka le 18 octobre 1867. Des soldats russes et américains défilèrent devant la maison du gouverneur ; le drapeau russe fut ramené et le drapeau américain hissé, salué par des salves d'artillerie. Le capitaine Alexis Pestchouroff dit : « Général Rousseau, par l'autorité de Sa Majesté, l'empereur de Russie, je transfère aux États-Unis d'Amérique le territoire de l'Alaska ». En retour, le général Lovell Rousseau accepta le territoire. De nombreux forts et fortins et baraques en bois furent cédés aux Américains. Les troupes occupèrent les casernes et le général Jefferson C. Davis établit sa résidence dans la maison du gouverneur. La plupart des Russes retournèrent en Russie ; seuls quelques commerçants et hommes d'Église choisirent de rester.

## Suites
Le nouveau territoire devint le département de l'Alaska (Department of Alaska) de 1867 à 1884, étant successivement sous la juridiction de l'U.S. Army jusqu'en 1877, puis brièvement  du département du Trésor de 1877 à 1879 puis de l'U.S. Navy de 1879 à 1884. La région devint alors le district d'Alaska (en) (District of Alaska) de 1884 à 1912. Cette dénomination signifiait que l'Alaska devenait un territoire incorporé mais non organisé, avec un gouvernement civil. Le gouverneur du district était nommé par le président des États-Unis. En 1912, le district est transformé en territoire de l'Alaska, un territoire organisé, avec une déclaration des droits et un gouvernement à trois branches (exécutif, législatif et judiciaire). En 1959, l'Alaska devint le 49e État des États-Unis. Le 18 janvier 2024, le président de la fédération de Russie, Vladimir Poutine, signe un décret (oukase) semblant remettre en cause la vente de l'Alaska aux États-Unis. Cette décision, qui fait suite à plusieurs déclarations d'officiels russes en ce sens, intervient dans un contexte des tensions russo-américaines au sujet de la guerre en Ukraine,,,. 
Le Alaska Day célèbre le transfert formel de l'Alaska de la Russie aux États-Unis, qui eut lieu le 18 octobre 1867. Mais aujourd'hui, l'Alaska célèbre le jour de l'acquisition, le Seward's Day, chaque dernier lundi du mois de mars.
Le nom américain de l'omelette norvégienne, Baked Alaska, rappelle l'achat de l'Alaska,.

### Note
1. ↑  La date du 18 octobre 1867 est celle du calendrier grégorien, à l'heure de 9 h 1 min 20 s, heure de Greenwich, ce qui prit effet le jour suivant en Alaska pour remplacer le calendrier julien et à l'heure de 14 h 58 min 40 s en avance sur l'heure de Greenwich. Pour les Russes, le transfert a eu lieu le 7 octobre 1867.